# Dzięcioł rdzawoczuby
Dzięcioł rdzawoczuby (Celeus spectabilis) – gatunek średniej wielkości ptaka z rodziny dzięciołowatych (Picidae), zamieszkujący zachodnią Amerykę Południową. Nie jest zagrożony. Do 2003 roku za jego podgatunek uznawano dzięcioła brazylijskiego (Celeus obrieni).

## Systematyka
Gatunek po raz pierwszy zgodnie z zasadami nazewnictwa binominalnego opisali Philip Lutley Sclater i Osbert Salvin, nadając mu nazwę Celeus spectabilis. Opis ukazał się w 1880 roku na łamach „Proceedings of the Zoological Society of London”. Holotypem była samica odłowiona w Sarayacu w Ekwadorze. Nazwa obowiązuje do tej pory. Do 2003 roku wyróżniano trzy podgatunki, jednak opisany w 1973 roku przez amerykańskiego ornitologa Lestera Shorta w czasopiśmie „The Wilson Bulletin” Celeus spectabilis obrieni został uznany za osobny gatunek – dzięcioł brazylijski.
Obecnie wyróżnia się dwa podgatunki C. spectabilis:
- C. s. spectabilis P.L. Sclater & Salvin, 1880
- C. s. exsul J. Bond & Meyer de Schauensee, 1941[7][12].

### Etymologia
- Celeus: gr. κελεος keleos „zielony dzięcioł”[13]
- spectabilis: niezwykły, efektowny[14].

## Morfologia
Średniej wielkości dzięcioł o stosunkowo krótkim lekko zakrzywionym, zakończonym dłutowato dziobie w kolorze bladożółtym lub szarawym. Tęczówki ciemnoczerwone lub brązowe, wokół oka naga, niebieskoszara skóra. Nogi silne, od oliwkowozielonych do szarych. Pióra głowy tworzą charakterystyczny krzaczasty czub. Głowa w kolorze rdzawoczerwonym. Samce mają jasnoczerwony obszar w okolicach policzków i za okiem, który nie występuje u samic. Podbródek i gardło w tym samym kolorze co cała głowa. Przednia część szyi i górna część piersi czarna. Górna część ciała, górne pokrywy skrzydeł i grzbiet koloru od żółtego do kremowego lub płowożółtego. Na pokrywach gęste czarne prążki. Brzuch z mniejszą ich ilością. Lotki pierwszego rzędu kasztanowe z ciemniejszymi obrzeżami. Ogon czarny. Długość ciała 26–28 cm; masa ciała 111 g (podgatunek exsul).

## Zasięg występowania
Dzięcioł rdzawoczuby występuje na nizinach do wysokości około 300 m n.p.m. w Ekwadorze, Peru, Boliwii i skrajnie zachodniej Brazylii. Jest gatunkiem osiadłym.
Poszczególne podgatunki występują:
- C. s. spectabilis – we wschodnim Ekwadorze i północno-wschodnim Peru,
- C. s. exsul – w południowo-wschodnim Peru, północnej Boliwii i w zachodniej części brazylijskiego stanu Acre.

## Ekologia
Jego głównym habitatem są wilgotne lasy tropikalne. Spotykany jest głównie w okolicach rzek oraz na wyspach rzecznych, często w miejscach występowania bambusa. Odżywia się głównie mrówkami z gatunków zamieszkujących w bambusach, prawdopodobnie także innymi gatunkami owadów. Żeruje samotnie lub w parach.

### Rozmnażanie
Brak szczegółowych informacji o rozmnażaniu tego gatunku. W Peru w czerwcu odłowiono samca i samicę z powiększonymi gonadami, a w sierpniu dwie samice w kondycji lęgowej. Do tej pory zbadano jedynie dwa gniazda i stąd wiadomo, że gniazduje w dziuplach w bambusach lub drzewach na niewielkiej wysokości – dziuple umieszczone były na wysokości 2,8 i 1,75 m nad ziemią i miały owalne otwory wlotowe o średnicach 12×10 cm i 15×9,3 cm.

## Status
W Czerwonej księdze gatunków zagrożonych IUCN dzięcioł rdzawoczuby klasyfikowany jest jako gatunek najmniejszej troski (LC, Least Concern). Liczebność populacji nie została oszacowana, ale gatunek jest opisywany jako rzadki. Zasięg jego występowania według szacunków organizacji BirdLife International obejmuje około 897 tys. km². Trend liczebności populacji nie jest znany.